# Autostrada A71 (Niemcy)
Autostrada A71 (niem. Bundesautobahn 71 (BAB 71) także Autobahn 71 (A71)) – autostrada w Niemczech prowadząca od miejscowości Sangerhausen przez Sömmerda, Erfurt, Ilmenau, Suhl, Meiningen, Bad Kissingen do Schweinfurtu. Łączy autostradę A38 z autostradą A4 i autostradą A70. A71 znana jest również jako Thüringer-Wald-Autobahn.
Budowę rozpoczęto w 1996 roku w ramach programu DEGES (Deutsche Einheit Fernstraßenplanungs- und -bau GmbH) mającego na celu rozwinięcie infrastruktury drogowej byłego NRD. Z uwagi na dużą liczbę wiaduktów i tuneli jest to jedna z najdroższych inwestycji w Niemczech oraz najdroższą autostradą w Niemczech pod względem ceny za kilometr (ok. 10 milionów euro za km.).

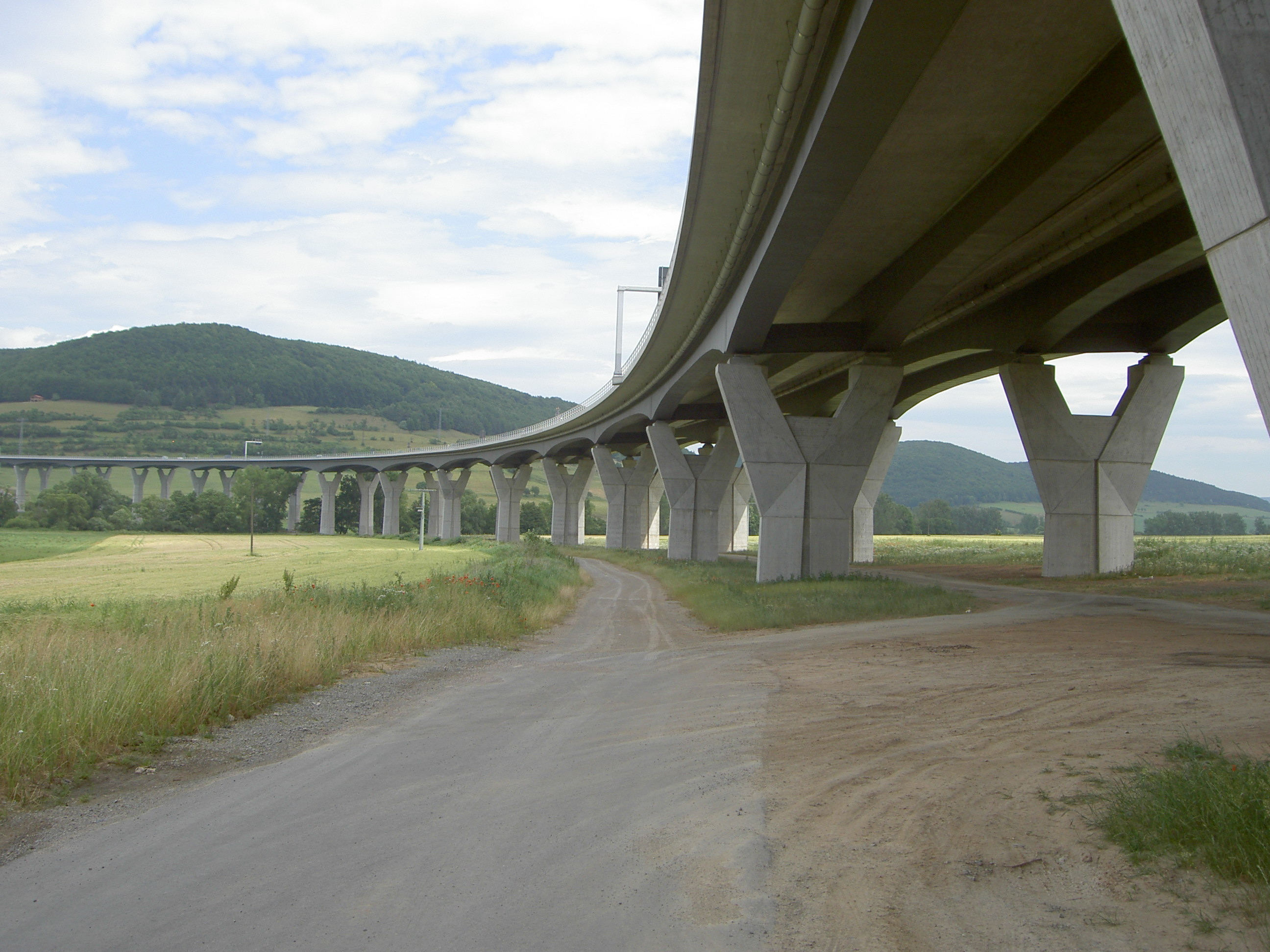
Wiadukt Werra

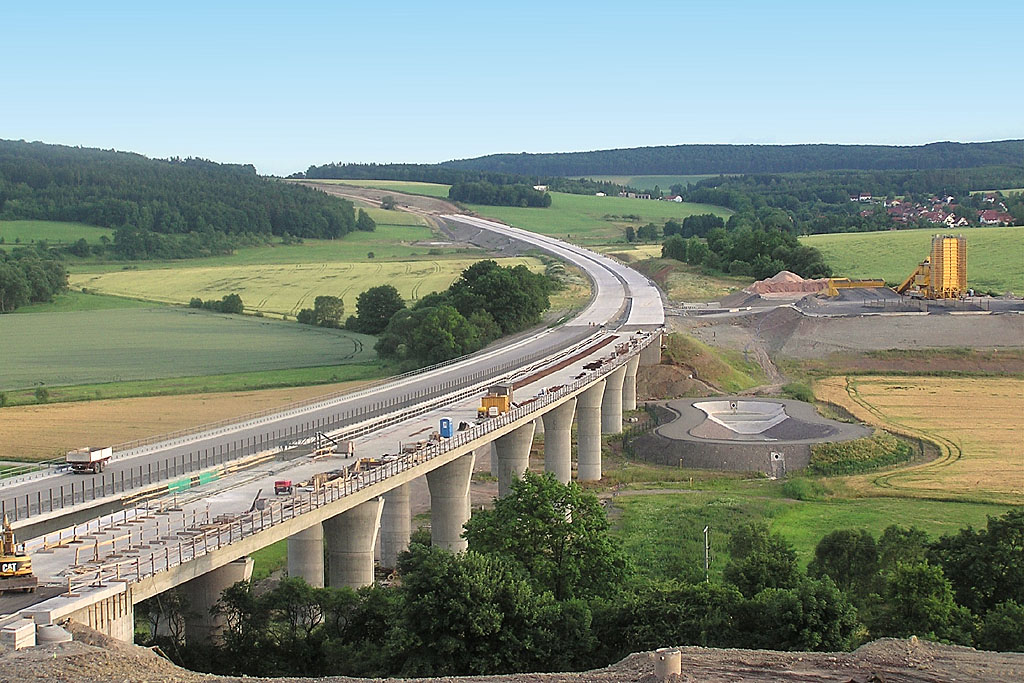
Wiadukt Jüchsen

Przy okazji budowy ustanowiono kilka rekordów. Wiadukt Wilde Gera o rozpiętości 252 m jest największym stalowo-betonowym wiaduktem w Niemczech. Tunel Rennsteig o długości 7916 m. jest najdłuższym dwururowym tunelem drogowym w Niemczech i czwartym w Europie. Największe skupisko dzieł sztuki inżynieryjnej znajduje się w obrębie Thüringer Wald i są to:
| Kilometr | Budowla                   | Długość       | Maks. wysokość |
| -------- | ------------------------- | ------------- | -------------- |
| 92,5     | Behringen                 | 465 m         |                |
| 94,0     | Wipfratalbrücke           | 176 m         | 15 m           |
| 101,5    | Altwipfergrund            | 278 m 280 m   | 35 m           |
| 102,5    | Streichgrund              | 449 m 450 m   | 28 m           |
| 107,0    | Reichenbach               | 1000 m        | 60 m           |
| 108,5    | Zahme Gera                | 520 m         | 63 m           |
| 112,0    | Alte Burg                 | 874 m 866 m   |                |
| 113,5    | Schwarzbachtal            | 352 m 322 m   | 71 m           |
| 114,0    | Wilde Gera                | 552 m         | 110 m          |
| 114,5    | Rennsteig                 | 7916 m 7878 m |                |
| 123,5    | Hochwald                  | 1056 m        |                |
| 126,0    | Steinatal                 | 445 m         | 20 m           |
| 126,5    | Berg Bock                 | 2738 m 2718 m |                |
| 131,0    | Albrechtsgraben           | 770 m         | 80 m           |
| 133,5    | Seßlestal                 | 320 m         | 53 m           |
| 135,0    | Schafstalgrund            | 525 m         | 61 m           |
| 137,0    | Streitschlag              | 256 m         | 33 m           |
| 140,0    | Schwarza                  | 675 m         | 68 m           |
| 142,0    | Rotes Tal                 | 406 m         | 19 m           |
| 144,0    | Schindgraben (Steinbruch) | 464 m         | 55 m           |
| 145,0    | Judental                  | 456 m         | 45 m           |
| 147,0    | Haseltal                  | 724 m 714 m   | 22 m           |
| 149,8    | Werratal                  | 1194 m        | 34 m           |
| 152,5    | Eichelberg                | 1097 m 1123 m |                |
| 153,5    | Jüchsen                   | 369 m         | 25 m           |

Możliwe jest przedłużenie autostrady w kierunku A14 i połączenie Erfurtu z Magdeburgiem.